# Elverum
Elverum – miasto i gmina w południowo-wschodniej Norwegii, w regionie Hedmark i okręgu Østerdalen.
Gmina Elverum zajmuje powierzchnię 1 229,28 km², co plasuje ją na 80. miejscu pod tym względem wśród wszystkich norweskich gmin.

## Demografia
Według danych z 1 stycznia 2017 gminę zamieszkuje 21 086, a miasto Elverum – 14 794 osób.

## Edukacja
Według danych z 1 października 2004:
- liczba szkół podstawowych (norw. grunnskoler/grunnskular): 9
- liczba uczniów szkół podst.: 2436

| wykształcenie stan na 1 października 2004 |            |         |        |          |
|                                           | podstawowe | średnie | wyższe | nieznane |
| osób                                      | 3606       | 7886    | 3295   | 319      |
| %                                         | 23,87%     | 52,2%   | 21,81% | 2,11%    |

## Władze gminy
Według danych z roku 2011 administratorem gminy (norw. rådmann) jest Irene Evenstad Midtlund, natomiast burmistrzem (norw. ordfører, d. borgermester) jest Terje Røe z Norweskiej Partii Pracy.

## Ludzie urodzeni w Elverum
W mieście urodzili się Marcus i Martinus Gunnarsen, tworzący duet muzyczny Marcus & Martinus oraz wokalista Roy Khan (Kamelot, Conception).